# Leopold Jessner
Leopold Jessner (3 de març de 1878 – 13 de desembre de 1945) va ser un productor i director de teatre cinema expressionistes nascut a Alemanya. La seva primera pel·lícula, Hintertreppe (1921) és considerada un dels moments claus de l'evolució del cinema cap a l'experimentació expressionista de F.W. Murnau, Fritz Lang o G.W. Pabst.

## Vida i obra
Natiu de Königsberg (llavors part de la Prússia Oriental, actual Kaliningrad russa), Jessner va fer gires com a actor durant la seva joventut i començà la seva carrera com a director del 1911. Va dirigir el Teatre Estatal de Berlín de 1919 a 1925, on el seu estil era fàcilment recognoscible per la seva preferència per escenaris senzills i nus excepte per escales que proveïen diversos nivells i espais per a diferents escenes. El seu estil a l'hora de dirigir actors també mostra aquest estil simplificat i desnaturalitzador.
Hintertreppe (alemany: “escales del darrere”) fou la primera pel·lícula de Jessner, juntament amb Paul Leni, on apareix adaptat al cinema el seu mètode d'escales i diferents nivells, altament estilitzats. D'altres pel·lícules posteriors fan servir aquest mètode, sota el malnom de “Jessnertreppe” en el seu honor, com per exemple Faust de F.W. Murnau. L'estil de direcció de Jessner és considerat pels crítics brusc i poc subtil, sovint directament aplicant tècniques i convencions inapropiadament teatrals a l'entorn fílmic. Aquest és el cas de la seva adaptació de l'obra Erdgeist, de Frank Wedekind.
Com a jueu, socialista i creador del que els nazis anomenaven “art degenerat” (entartete Kunst), Jessner es veié forçat a exiliar-se als Estats Units el 1933, després de l'ascens al poder d'Adolf Hitler. Jessner treballà en complet anonimat com a lector de guions al món cinematogràfic de Los Angeles, principalment a la Metro Goldwyn Meyer, fins a la seva mort.
El 1951, un carrer del districte berlinès de Friedrichshain (a Berlín Est) fou reanomenat Jessnerstraße.

## Filmografia
- Hintertreppe (1921) (amb Paul Leni)
- Erdgeist (1923)
- Maria Stuart, Teil 1 und 2 (1927) (amb Friedrich Feher)
- Children of the Fog (1935) (amb John Quin)